# El Correo Nacional
El Correo Nacional fue un periódico publicado en España entre 1838 y 1842.
Su fundador fue Andrés Borrego, en una segunda etapa periodística tras su abandono de El Español en 1837. El periódico ha sido adscrito a una ideología «monárquico-constitucionalista», «liberal conservadora» y en obras de la época fue tachado de «adalid de la ex-gobernadora María Cristina». Llegó a contar con «una gran influencia política».
En él colaboraron autores como Juan Donoso Cortés, Antonio de los Ríos Rosas, Juan Bravo Murillo, Antonio Alcalá Galiano, Ramón de Campoamor, Alberto Lista, Enrique Gil y Carrasco, Gabriel García Tassara, Lorenzo de Alemany, Antonio Benavides y Navarrete, Salvador Bermúdez de Castro, Santos López-Pelegrín, Manuel López Santaella, Francisco Navarro Villoslada, Joaquín Francisco Pacheco, Nicomedes Pastor Díaz, Manuel Pérez Hernández, Luis José Sartorius o Antonio María Segovia e Izquierdo, entre otros.